# Goniophthalmus australis
Goniophthalmus australis là một loài ruồi trong họ Tachinidae.